# Hapalomys
Hapalomys là một chi động vật có vú trong họ Muridae, bộ Gặm nhấm. Chi này là chi duy nhất thuộc tông Hapalomyini. Các loài thuộc chi này là loài đặc hữu thuộc vùng Đông Nam Á.

## Các loài
Chi này gồm các loài:
- Hapalomys delacouri
- Hapalomys longicaudatus
- Hapalomys suntsovi [4]
- †Hapalomys gracilis